# Arboretum de Cardeilhac
El Arboretum de Cardeilhac es un Arboreto, ubicado en el sur de Francia, con una extensión total de unas 13 hectáreas en Cardeilhac, Departamento de Haute-Garonne, Francia.

## Localización
El Arboretum de Cardeilhac se encuentra en la zona sur de Francia ubicado en el interior de "Forêt domaniale de cardeilhac" un bosque de 1000 hectáreas en la proximidad de Cardeilhac.
Arboretum de Cardeilhac Chemin départemental 69E  Cardeilhac, Département de Haute-Garonne, Midi-Pyrénées, 31062 cedex 9 France-Francia
Está abierto todo el año al público en general durante tres días a la semana.

## Historia
Fue creado entre 1914 para estudiar las coníferas y árboles planifolios  más adecuados para la reforestación de las colinas de los Pirineos.
Está administrado por la « Office national des forêts».

## Colecciones
Contiene cientos de especies de todo el mundo, con 13 km de senderos marcados y 17 km de pistas de equitación. 
Aunque tiene varias especies de árboles caducifolios como diferentes especies del género Quercus, Fraxinus, sin embargo sus colecciones están encaminadas para mostrar la diversidad de las coníferas.
La vegetación natural del enclave donde se ubica incluye a  Acer monspessulanum, Buxus sempervirens, Corylus avellana, Crataegus monogyna, Cupressus sempervirens, Fraxinus excelsior, Genista spp., Ilex aquifolium, Juniperus communis, Prunus avium, Prunus spinosa, Pteridium aquilinum, y Quercus ilex.
Las especies maderables cultivadas en la región incluye Cedrus atlantica, Fagus sylvatica, Picea sitchensis, Pinus nigra laricio o calabrica, Pinus sylvestris, Pseudotsuga menziesii, y Quercus.
El Casa del Arboreto, situada en la entrada, ofrece un espacio para exposiciones, conferencias y eventos.

## Actividades
Además de actividades educativas, las actividades que aquí se realizan van encaminadas a:
- La conservación de las especies amenazadas,
- Al estudio científico de las necesidades para el mejor desarrollo de las especies que aquí se encuentran,
- A la conservación de los suelos y recuperación de las zonas degradadas y erosionadas,
- A la adaptación de especies foráneas con vistas a ampliar las especies cultivables de la región.